# 咸淳府
咸淳府，中国古代的府，依潜藩升府制度置。
原为忠州，属夔州路，治所在临江县（今重庆市忠县），领五县：临江县、垫江县、南宾县、丰都县、龙渠县。宋度宗咸淳元年（1265年）八月，因为宋度宗原为忠王，忠州作为名义上的潜藩之地，升为咸淳府（咸淳即度宗年号），迁府治于皇华洲（皇华城）。元朝复为忠州，至元二十一年（1284年）属重庆路。